# أحمد عسيري (لاعب كرة قدم مواليد 1989)
أحمد محمد عسيري لاعب كرة قدم سعودي ، يلعب في مركز حارس مرمى.
لعب سابقاً في نادي الصقور ونادي حقل.